# Hubertussee (Berlin-Grunewald)
Der Hubertussee liegt im Westen des Berliner Bezirks Charlottenburg-Wilmersdorf in der Villenkolonie Grunewald. Er hat eine langgestreckte Form bei einer Fläche von etwa 25.000 m² und ist einer von vier künstlichen Seen innerhalb des Nebenarmes einer glazialen Rinne (Grunewaldseenkette), die vom Rathaus Schöneberg nach Westen über den Volkspark Wilmersdorf bis zum Herthasee verläuft und am Koenigssee senkrecht auf die Seenkette trifft. Im See liegt eine kleine Insel.

## Schutzpatron der Jagd
Gespeist wird der Hubertussee vom Herthasee, mit dem er durch einen Graben direkt verbunden ist. Am Graben entlangführt ein Teil des noch nicht vollendeten „Uferwanderweges Grunewald“, der die kleinen Seen und die Innenstadt auf einem durchgehenden Grünzug mit dem Forst Grunewald vernetzen soll. Allein am Hubertussee ist dieser Weg auf der gesamten Länge des Südufers mit rund 730 Metern fertiggestellt. Den Weg und den Wassergraben zwischen Herthasee und Hubertussee überspannt die als Baudenkmal geschützte Bismarckbrücke von 1891 mit sehenswerten Skulpturen, Obelisken und kolossalen ägyptischen Sphingen aus Sandstein. Die Gründungsväter der Kolonie Grunewald nannten den See nach dem katholischen Heiligen und Schutzpatron der Jagd Hubertus. Die östlich angrenzende Hubertusallee ist Teil des früheren Reitweges, auf dem die Kurfürsten vom Berliner Stadtschloss über den ehemaligen Knüppeldamm Kurfürstendamm zur Jagd in den Grunewald und zum Jagdschloss Grunewald ritten.

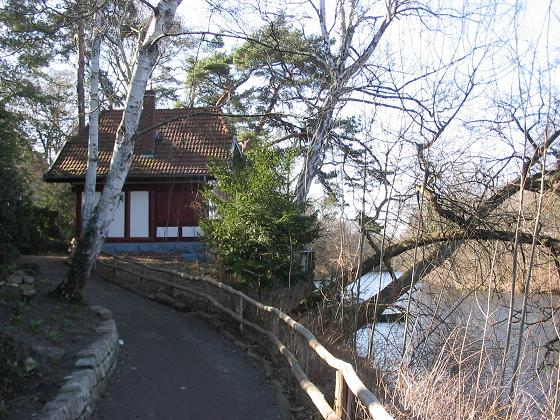
„Uferwanderweg Grunewald“ am Hubertussee
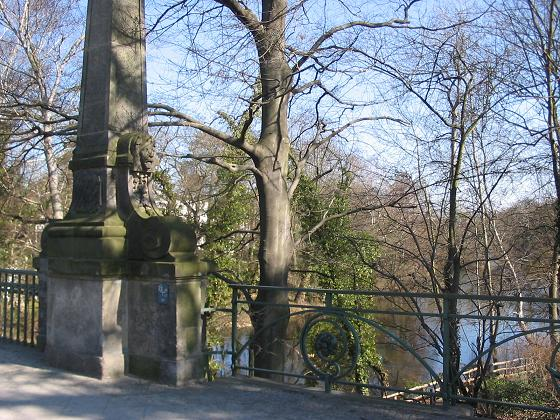
Blick vom Baudenkmal Bismarckbrücke, Obelisk

## Torffenn und Nebenrinne
Wie die drei weiteren kleinen Seen in unmittelbarer Nachbarschaft, Herthasee, Koenigssee und Dianasee, zählt auch der Hubertussee nicht zu den ursprünglichen Seen der Grunewaldkette, sondern wurde 1889 zur Trockenlegung des sumpfigen Gebietes beim Bau der Villenkolonie Grunewald ausgehoben. Der ursprüngliche Name der gestreckten Niederung, „Torffenn“, weist mit seinem flämischen Bestandteil Fenn (übersetzt: versumpftes Moorland) auf den historischen, morastigen Charakter der Landschaft hin; der erste Wortbestandteil Torf deutet auf den fortgeschrittenen Verlandungsprozess des Niedermoores hin.

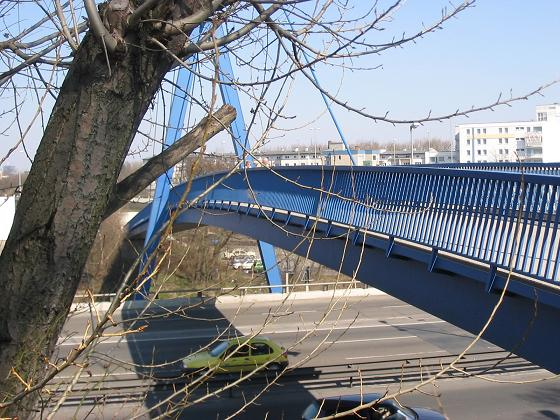
Fußgängerhängebrücke „Hoher Bogen“ über dem Stadtring

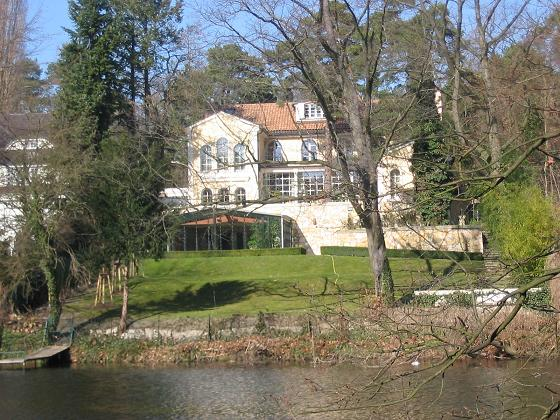
Villa am Nordufer

In östliche Richtung ist diese eiszeitliche Abflussrinne auf rund 2,2 Kilometer zugebaut und setzt sich nach dem Stadtring im schmalen Fennsee fort, mit dem der westliche Teil des Volksparks Wilmersdorf beginnt. Allerdings lassen sich auch im umbauten städtischen Bereich an vielen Stellen die Einschnitte der ehemaligen Niederung ablesen – beispielsweise östlich des Hubertussees an dem ausgedehnten Sportgelände mit dem Hubertussportplatz, Stadion Wilmersdorf, Tennisplätzen und Eisstadion sowie insbesondere an dem Sommerbad Wilmersdorf mit seiner abschüssigen Liegewiese. Dieser grüne „Sportzug“ reicht bis an die Autobahn heran. Vom Eisstadion und Freibad leitet die weit geschwungene Fußgängerhängebrücke „Hoher Bogen“ über die Autobahn und die parallelen Bahngleise der Ringbahn hinweg zum Fennsee und zum benachbarten ehemaligen Ausflugsmagneten Wilmersdorfer See mit Badeanstalt und dem berühmten Tanzpalast Schramm. „Gehen wir zu Schramm“ zählte in den 1880er-Jahren zu den geflügelten Worten der Berliner. Das Seebad Wilmersdorf wurde nach 1915 zugeschüttet und zum Volkspark umgestaltet, der heute die Nebenrinne der Grunewaldseenkette fortsetzt.

## Belastete Wasserqualität
Neben der Wasserqualität des Halensees weist die der vier künstlichen Grunewaldseen hohe Schwankungen hinsichtlich der Schadstoffbelastung auf. Senkungen des Grundwasserspiegels im Berliner Urstromtal haben die ursprünglich grundwassergespeisten Seen von der natürlichen Wasserzufuhr weitgehend abgeschnitten. Entgegen der ursprünglichen Fließrichtung wird seit 1913 Havel-Wasser vom Großen Wannsee durch die Grunewaldseenkette bis zum Dianasee gepumpt und gelangt von dort über ein weiteres Pumpwerk in die folgenden Seen. Über den Kanal vom Herthasee erhält damit auch der Hubertussee bei Bedarf sauberes Wasser.
Allerdings hat sich das Wasserproblem in den letzten Jahren verschärft, da notwendige Pflegemaßnahmen wie die Laubbeseitigung wegen fehlender finanzieller Mittel nicht mehr im erforderlichen Umfang durchgeführt werden können. Durch den Laubfall, die Regeneinspülung von Ästen und Pflanzen der hohen Uferbereiche und durch das Zuschusswasser aus der Regenkanalisation gelangen verstärkt Biomasse und nährstoffreiche Keime in die Seen. Sauerstoffverzehr beim biologischen Abbau und Verschlammung sind die Folge, sodass der Bezirk zum Schutz der Seen Abholzungen im Uferbereich durchführen ließ.
Wie fast alle Berliner Seen gehören der Hubertussee und seine Nachbarn zu den Angelgewässern und werden regelmäßig mit Fischen besetzt.

## Siehe ausführlicher
- zum  „Uferwanderweg Grunewaldseen“ und Landschaftsplan: Koenigssee
- zur Aushebung der Seen: Dianasee
- zum Begriff „Fenn“ (und Gesamtübersicht): Grunewaldseenkette
- zur „Bismarckbrücke“: Herthasee